# Vertriebenenlager Tidofeld
Das Vertriebenenlager Tidofeld war zwischen 1946 und 1960 eines der größten Vertriebenenlager Niedersachsens. Heute ist Tidofeld der kleinste Stadtteil der Stadt Norden in Ostfriesland.

## Anfänge
Auf dem Gelände befand sich zur Zeit des Nationalsozialismus ein Lager der Wehrmacht und der Marine. Nach Ende des Zweiten Weltkrieges nutzte es die britische Besatzungsmacht als Entlassungslager für deutsche Kriegsgefangene und nach dessen Aufgabe wurde es zur Unterbringung von Heimatvertriebenen genutzt.

## Das Lager
Auf dem Gelände entstand eine Barackensiedlung, die den Vertriebenen wieder ein festes Heim bot. 1946 lebten rund 1200 Menschen, 1951 immerhin noch 1100 Vertriebene aber auch einige wenige Einheimische in Tidofeld. Ein Problem war die Wohnraumknappheit, so dass in vielen Baracken bis zu 30 Personen lebten. Viele Familien lebten in Durchgangszimmern. Privatsphäre konnte es unter diesen Bedingungen so gut wie nicht geben, zumal die Türen der Baracken nicht abgeschlossen werden konnten und es gemeinsame Toiletten- und Waschbaracken gab. Mit den aus der Kriegsgefangenschaft zurückgekehrten Männern lebten Ende der 1950er Jahre rund 750 Menschen in Tidofeld. Eine der größten Schwierigkeiten waren die mangelnden Arbeitsmöglichkeiten, 1951 waren 70 % der Einwohner arbeitslos. Aus diesem Grund verließen viele Heimatvertriebene Ostfriesland. Unter denen, die blieben, entstand ein starkes Zusammengehörigkeitsgefühl, das so weit ging, dass 30 abgewanderte Familien nach einigen Jahren wieder zurück nach Tidofeld zogen.

## Auflösung des Barackenlagers
Zu Beginn der 1960er Jahre wurden das Lager aufgegeben, die Baracken abgerissen und durch normale Steinhäuser ersetzt. Vorangegangen war ein Streit zwischen der Stadt und den Vertriebenen. Norden plante, eine neue Vertriebenensiedlung in unmittelbarer Nähe der Innenstadt zu errichten. Die Lagerbewohner dagegen setzten durch, dass der neue Stadtteil in Tidofeld entstand.

## Besonderheiten
Hauptziel der britischen Militärregierung bei der Verteilung der Vertriebenen auf die Städte und Dörfer war, alte Nachbarschaften nicht wieder aufleben zu lassen, um die Bildung einer Parallelgesellschaft zu verhindern und die rasche Integration zu fördern. Tidofeld war insofern eine Besonderheit, dass sich auf Grund der großen Anzahl von Vertriebenen alte Familien- und Dorfverbände wieder zusammenschlossen.
Die Vertriebenen wählten einen Ausschuss, der ihre Belange gegenüber der Stadt vertrat. Es entstanden eine Schule, eine Freiwillige Feuerwehr, eine Gaststätte, ein Fußballverein und eine Barackenkirche. Diese wurden von Katholiken, Lutheranern und Baptisten genutzt. Infolge des Barackenräumungs- und Neubauprogramms 1961 wurde auf Wunsch der evangelisch-lutherischen Christen eine Steinkirche gebaut, die heutige Gnadenkirche. Katholiken und Baptisten wurden in die bestehenden Kirchengemeinden der jeweiligen Konfessionen eingegliedert.

## Die Barackenkirche

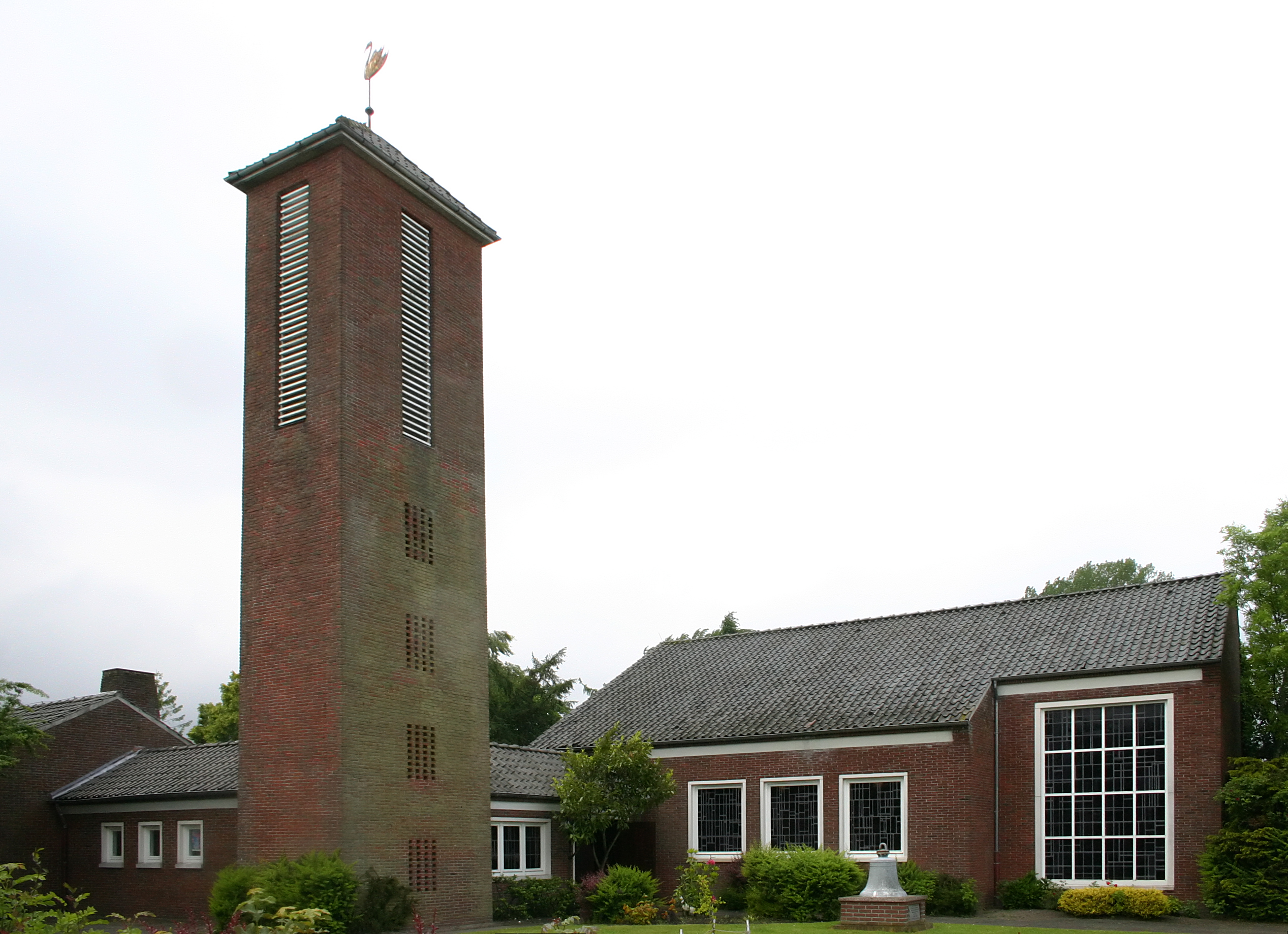
Gnadenkirche Tidofeld

Im Lager Tidofeld diente zunächst ein ungenutzter Raum in einer der Baracken den Neubürgern als provisorisches Gotteshaus. Nachdem der Vertriebenengemeinschaft Bauholz zugeteilt worden war, begann 1948 der Bau einer Barackenkirche. Nach der feierlichen Einweihung am 8. August 1948 wurde das neue errichtete Gotteshaus von der evangelisch-lutherischen und der katholischen Kirche sowie von der Baptistengemeinde genutzt. Die drei Religionsgemeinschaften hielten dort abwechselnd ihre Gottesdienste ab und teilten sich die laufenden Kosten. Durch Vermittlung von Landesbischof Hans Lilje spendete das westdeutsche Glockengusswerk „Bochumer Verein“ im Oktober 1951 den Vertriebenen in Tidofeld eine Stahlgussglocke. Die Einweihung der Glocke erfolgte am 21. Oktober 1951 unter großer Beteiligung der Bevölkerung in zwei festlichen Gottesdiensten, von der evangelisch-lutherischen Kirchengemeinde am Vormittag und der katholischen am Nachmittag. Infolge des Barackenräumungs- und Neubauprogramms 1961 wurde auf Wunsch der evangelisch-lutherischen Christen eine Steinkirche gebaut, die heutige Gnadenkirche. Die katholischen Bewohner gingen fortan zur St.-Ludgerus-Kirche in der Stadt.

## Dokumentations- und Begegnungsstätte
Die Gnadenkirche wurde im Jahre 2006 auf Grund von rückläufigen Kirchenbesucherzahlen als Gottesdienststätte aufgegeben. Seit 2005 plante eine Projektgruppe unter Leitung des Norder ev.-luth. Superintendenten Helmut Kirschstein auf dem Gelände der Gnadenkirche eine Dokumentationsstätte zur Integration der Flüchtlinge und Vertriebenen in Niedersachsen und Nordwestdeutschland einzurichten. Seit 2007 stellt die Hannoversche Landeskirche mit Pastor Anton Lambertus einen hauptamtlichen Geschäftsführer für dieses Projekt. Der damalige Ministerpräsident des Landes Niedersachsen Christian Wulff übernahm 2007 die Schirmherrschaft und besuchte im Zusammenhang mit dem 5. Ostfriesischen Kirchentag 2008 die Gnadenkirche Tidofeld. Im selben Jahr gelang es, die damalige hannoversche Landesbischöfin Margot Käßmann für die Übernahme der Schirmherrschaft zu gewinnen.
Ebenfalls im Jahr 2008 wurde ein deutsch-polnischer Jugendaustausch mit dem Projekt Gnadenkirche Tidofeld verbunden. 
Bereits 2006 wurde ein Wissenschaftlicher Beirat eingerichtet, dem Uwe Meiners vom Museumsdorf Cloppenburg und Dietmar von Reeken angehören; inzwischen arbeitet auch Hermann Queckenstedt (Leiter Archiv Bistum Osnabrück) darin mit. Wissenschaftlicher Leiter des Projekts war Bernhard Parisius. Das Projekt ist überkonfessionell und überparteilich angelegt. Es erfährt Unterstützung von Landtags- und Bundestagsabgeordneten der CDU, SPD, FDP und Bündnis 90/Die Grünen.